# Csongrád-Csanád vármegyei labdarúgó-bajnokság (első osztály)
A Csongrád-Csanád vármegyei első osztály a Csongrád-Csanád vármegyében zajló bajnokságok legmagasabb osztálya, országos szinten negyedosztálynak felel meg. A bajnok az NB III-ban folytathatja.

## Csapatok 2011/2012
| logó | Klub neve            | Település        | Tavalyi helyezés |
|      | Mórahalom VSE        | Mórahalom        | 1.               |
|      | Sándorfalva SK       | Sándorfalva      | 2.               |
|      | Ásotthalom TE        | Ásotthalom       | 3.               |
|      | Algyő SK             | Algyő            | 4.               |
|      | Kiskundorozsmai ESK  | Kiskundorozsma   | 5.               |
|      | Csongrád TSE         | Csongrád         | 6.               |
|      | Szegedi VSE          | Szeged           | 7.               |
|      | Röszke SK            | Röszke           | 8.               |
|      | Mindszent SE         | Mindszent        | 9.               |
|      | Csanádpalota FC      | Csanádpalota     | 10.              |
|      | Kisteleki TE         | Kistelek         | 11.              |
|      | Kiszombor KSK        | Kiszombor        | 12.              |
|      | Tápéi ESK            | Tápé             | 13.              |
|      | Nagymágocs SE        | Nagymágocs       | 14.              |
|      | HMVHELY FC /HFC/ II. | Hódmezővásárhely | 15.              |
|      | KSE Balástya         | Balástya         | 16.              |
|      | Újszegedi TC         | Újszeged         | 17.              |

## A 2014/15-ös szezon résztvevői
2014/2015-ben az alábbi csapatok szerepelnek a bajnokságban:
| Csapat               | Település        |
| -------------------- | ---------------- |
| Algyő SK             | Algyő            |
| Ásotthalmi TE        | Ásotthalom       |
| Csongrád TSE         | Csongrád         |
| FK 1899 Szeged       | Szeged           |
| Hódmezővásárhelyi FC | Hódmezővásárhely |
| Kisteleki TE         | Kistelek         |
| Makói FC             | Makó             |
| Mártély SK           | Mártély          |
| Mindszent SC SE      | Mindszent        |
| Mórahalom VSE        | Mórahalom        |
| Sándorfalva SK       | Sándorfalva      |
| Szegedi VSE          | Szeged           |
| Szentesi Kinizsi TE  | Szentes          |
| Tápéi ESK            | Szeged           |
| Tiszasziget SE       | Tiszasziget      |
| Újszegedi TC 1913    | Szeged           |